# Red Alert (groupe)
Pour les articles homonymes, voir Red Alert.
Red Alert est un groupe de punk rock et oi! britannique, originaire de Sunderland, en Angleterre. Il est formé en mai 1979, compte plusieurs albums, et a participé à de nombreuses compilations, dont Punk and Disorderly (Abstract Records, 1981) et Carry on Oi! (Secret Records, 1981).  Trois titres  du groupe sont classés dans le top 30 des hit-parades anglais indépendants (UK Indie Chart). Dissous en 1985, le groupe se reforme quatre ans plus tard, et reprend la scène ainsi que le travail en studio.

## Biographie
La formation d’origine - Steve « Cast Iron » Smith (voix), Tony Van Frater (guitare), Gaz Stuart (basse) et Dona (batterie) - fait sa première apparition  à l’été 1979, à l’occasion d’un festival dans le Suderland,, jouant essentiellement des reprises de The Clash et de UK Subs.
Les morceaux de leur première démo fournissent la substance de leur première sortie, l'EP quatre titres Third and Final ; le disque, auto-produit, est tiré à 250 exemplaires vendus lors des concerts. Avec un nouveau batteur, Mitch, le groupe enregistre sa seconde démo, In Britain, ainsi que deux titres pour la compilation Carry on Oi!, dont un seul, « SPG », est finalement retenu pour cette dernière. Garry Bushell suggère alors d’envoyer les bandes au label No Future Records ; le groupe suit son conseil et signe la semaine suivante un contrat avec le label. En l’espace de deux ans, le groupe enregistre deux  EP (In Britain, Take No Prisoners), leur premier album We've Got the Power, un single (City Invasion) et six titres pour un EP (There's a Guitar Burning). Suit l'EP Guitar Burning tandis qu’un nouveau batteur rejoint le groupe, Matty Forster. Le changement porte peu de fruits : désabusés et lassés, les membres du groupe décident de se séparer. Tony et Matty rejoignent alors le groupe Red London.
En 1989, les quatre membres  fondateurs du groupe  décident de se reformer, dans le Kazbah club, nouvellement ouvert dans le Sunderland. Au début de l’année 1990, le groupe remonte sur scène pour une date en compagnie de Red London et d’Attila the Stockbroker ; le chaleureux accueil que leur fait le public les convainc de continuer - à exception de Gaz, qui est remplacé par Tom Spencer. Après une tournée en Europe de l’Ouest avec Red London, le quatuor (qu’a rejoint à la basse Gaz Stocker, de Red London) enregistre un second album, Blood, Sweat 'n' Beers, produit par le label allemand Nightmare Records, suivi d’un EP, Beyond the Cut (Nightmare/Knockout). Avec leur nouveau batteur John Forster (frère de Matty) et plus tard avec Lainey du groupe Leatherface, le groupe effectue une tournée aux États-Unis et enregistre le split-album Super Yobs avec The Templars. Les deux groupes poursuivent cette collaboration avec le double EP Street Survivors / Drinkin' with Red Alert. 
En août 1994, un nouveau batteur, Ian, rejoint le groupe. C’est avec lui qu’est enregistré le CD Breakin' All the Rules (Dojo Records). Peu après la sortie du disque, Lainey rejoint à nouveau la formation, comme bassiste à présent. C’est avec cette formation que sera enregistré l’album Wearside, en 1999 (PlasticHead Records), tandis que sort au même moment l’anthologie de titres inédits Red Alert - The Rarities (Captain Oi! Records).
Tony Van Frater est décédé le 29 octobre 2015. Ce membre fondateur du groupe avait été en outre le producteur artistique des trois premiers albums. Il avait par ailleurs officié dans Angelic Upstarts et Cockney Rejects, tout comme Keith « Stix » Warrington.

## Membres

### Membres actuels
- Steve « Cast Iron » Smith - chant
- Micky Jones - guitare
- Dave Jones - basse

### Anciens membres
- Mitch - batterie
- Nobby - batterie
- Matty Forster - batterie
- Tom Spencer - basse
- Gaz Stoker - basse
- Keith « Stix » Warrington - batterie
- John Forster - batterie
- Lainey - batterie, basse
- Ian - batterie

## Discographie

### Albums studio
- 1983 : We’ve Got the Power (No Future Records LP, CD)
- 1992 : Blood, Sweat 'N' Beers (Nightmare Records LP, CD)
- 1993 : Beyond the Cut (Nightmare Records / Knockout Records)
- 1994 : Super Yobs (split avec The Templars) (Vulture Records)
- 1996 : Breakin' All the Rules (Dojo Records)
- 1999 : Wearside (Plastic Head Records)
- 2005 : Excess All Areas (Captain Oi!)
- 2017 : Street Survivors (Combat Rock)

### EP et singles
- 1980 : Third and Final EP (Guardian Records) [réédité sous le titre Border Guards (Combat Rock Records) 1994)]
- 1982 : In Britain EP (No Future Records)
- 1982 : Take No Prisoners EP (No Future Records)
- 1983 : City Invasion EP (No Future Records)
- 1983 : There’s a Guitar Burning EP (No Future Records)
- 1992 : We've Got the Power EP Live In Mondreagon (Capita Swing Records)
- 1994 : Drinkin' with Red Alert / Street Survivors (EP, Nightmare Records / Knockout Records)
- 1996 : Visca El Barca (Plastic Disk Records)

### Anthologies
- 1995 : Red Alert: Oi Singles Collection (Captain Oi! Records CD)
- 1997 : Rebels in Society (Get Back Records CD)
- 1999 : The Rarities (Captain Oi! Records CD)
- 2000 : Best of (Captain Oi! Records CD)
- 2001 : Border Guards (Harry May)
- 2005 : Blazin' Thru The Years - The Best Of (SOS Records)
- 2016 : The Oi! Singles 1980-1983 (Common People Records)

### Participations
- 1981 : Punk and Disorderly (Abstract Records)
- 1981 : Carry On Oi! (Secret Records)
- 1984 : Angels with Dirty Faces (No Future Records)
- 1984 : There Is No Future... (No Future Records)
- 1987 : Maggie, Maggie, Maggie; Out! Out! Out! (Anagram Records)
- 1993 : Kids on the Street (Bird Records)
- 1994 : The Bright Side Of Oi (Street Kids Records)
- 1995 : LA Compilation (Combat Rock Records)
- 1995 : Oi! The Rarities Vol 1 (Captain Oi! Records)
- 1995 : No Future Punk Singles Collection Vol 1 (Captain Oi! Records)
- 1996 : Knock Out in the 1st Round (Knockout Records)
- 1996 : No Future Punk Singles Collection Vol 2 (Captain Oi! Records)
- 1996 : Oi! Against Racism (Havin' a Laugh Records)
- 1996 : War is Insanity (Knockout / Banda Bonnot Records)
- 1997 : On the Streets (We Bite Records)
- 1998 : We Are the Firm (hommage à Cockney Rejects) (1,2,3,4 Records)
- 1998 : We Are the People (hommage à Angelic Upstarts) (Knockout Records)
- 1999 : Voice of a New Generation (hommage à Blitz) (Plastichead Records)